# Živák (Horkýže Slíže)
Živák je záznam z koncertu skupiny Horkýže Slíže. Koncert se konal ve slovenském městě Levice. Byl vydaný i v podobě DVD.

## Seznam skladeb
1. „Shanghai Cola“
2. „Brďokoky“
3. „A ja sprostá“
4. „Telegram“
5. „Logická hádanka“
6. „Holandská“
7. „L.A.G. Song“
8. „Často sa nám sníva“
9. „Štidirí“
10. „Malá Žužu“
11. „Vlak“
12. „Zvonár“
13. „Traja spití roboši“
14. „Paľko“
15. „Ja chaču tebja“
16. „Atómový kryt“
17. „Hrací automat“
18. „Hohuhe“
19. „Latino“
20. „Bicie v 85-tom“
21. „Maštaľ“
22. „Cigarety“
23. „Kožky, perie“
24. „Mačka bruchomluvec“
25. „Horkýže Slíže“
26. „Farebná“